# China Open 1994
Die China Open 1994 im Badminton fanden vom 16. bis zum 20. November 1994 in Dalian statt. Das Preisgeld betrug 130.000 Dollar.

## Sieger und Platzierte
| Disziplin    | Gold                        | Silber                         | Bronze                                   |
| ------------ | --------------------------- | ------------------------------ | ---------------------------------------- |
| Herreneinzel | Alan Budikusuma             | Ardy Wiranata                  | Sun Jun                                  |
| Herreneinzel | Alan Budikusuma             | Ardy Wiranata                  | Dong Jiong                               |
| Dameneinzel  | Bang Soo-hyun               | Ye Zhaoying                    | Zeng Yaqiong                             |
| Dameneinzel  | Bang Soo-hyun               | Ye Zhaoying                    | Shen Lianfeng                            |
| Herrendoppel | Huang Zhanzhong Jiang Xin   | Tan Kim Her Yap Kim Hock       | Pramote Teerawiwatana Sakrapee Thongsari |
| Herrendoppel | Huang Zhanzhong Jiang Xin   | Tan Kim Her Yap Kim Hock       | Jon Holst-Christensen Thomas Lund        |
| Damendoppel  | Ge Fei Gu Jun               | Bang Soo-hyun Jang Hye-ock     | Peng Xinyong Zhang Jin                   |
| Damendoppel  | Ge Fei Gu Jun               | Bang Soo-hyun Jang Hye-ock     | Marlene Thomsen Anne Mette van Dijk      |
| Mixed        | Thomas Lund Marlene Thomsen | Michael Søgaard Gillian Gowers | Chen Xingdong Wang Xiaoyuan              |
| Mixed        | Thomas Lund Marlene Thomsen | Michael Søgaard Gillian Gowers | Liang Qing Grace Peng Yun                |

## Finalresultate
| Disziplin    | Sieger                      | Finalist                       | Ergebnis     |
| ------------ | --------------------------- | ------------------------------ | ------------ |
| Herreneinzel | Alan Budikusuma             | Ardy Wiranata                  | 15-10, 15-12 |
| Dameneinzel  | Bang Soo-hyun               | Ye Zhaoying                    | 11-8, 11-8   |
| Herrendoppel | Huang Zhanzhong Jiang Xin   | Tan Kim Her Yap Kim Hock       | 15-10, 15-8  |
| Damendoppel  | Ge Fei Gu Jun               | Bang Soo-hyun Jang Hye-ock     | 15-8, 15-2   |
| Mixed        | Thomas Lund Marlene Thomsen | Michael Søgaard Gillian Gowers | 15-3, 15-8   |